# Höfstätten
Höfstätten (oberfränkisch: Heff-schdeddn) ist ein Gemeindeteil der Großen Kreisstadt Kulmbach im Landkreis Kulmbach (Oberfranken, Bayern). Höfstätten liegt in der Gemarkung Höferänger.

## Geografie
Der Weiler ist von Acker- und Grünland umgeben. Im Ort und 0,2 km nordöstlich gibt es jeweils einen Baum, der als Naturdenkmal ausgezeichnet ist. Im Westen schließt sich die bewaldete Anhöhe Patersberg (528 m ü. NHN) an. Südlich des Ortes fließt der Heinzelbach, ein rechter Zufluss der Dobrach. Dort befinden sich das Geotop Felshang und eine sogenannte Schwedenschanze. Die Kreisstraße KU 3 führt nach Veitlahm (1,3 km südwestlich) bzw. nach Niederndobrach (1,4 km nordöstlich). Eine Gemeindeverbindungsstraße führt nach Altenreuth (0,5 km nördlich).

## Geschichte
Der Ort wurde 1390 als „Hoeffsteten“ im Urbar des Klosters Langheim erstmals urkundlich erwähnt.
Gegen Ende des 18. Jahrhunderts gab es in Höfstätten 8 Anwesen. Das Hochgericht übte das bayreuthische Stadtvogteiamt Kulmbach aus. Die Dorf- und Gemeindeherrschaft hatte das Kastenamt Kulmbach. Grundherren waren  das Kastenamt Kulmbach (1 Gut), das Klosteramt Kulmbach (1 Hof), die Verwaltung Burghaig (1 Gut), die Kirche St. Peter in Kulmbach (1 Gütlein) und der bambergische Langheimer Amtshof (4 Güter).
Von 1797 bis 1810 unterstand der Ort dem Justiz- und Kammeramt Kulmbach. Mit dem Gemeindeedikt wurde Höfstätten dem 1811 gebildeten Steuerdistrikt Oberdornlach und der 1812 gebildeten Ruralgemeinde Oberdornlach zugewiesen. Infolge des Zweiten Gemeindeedikts (1818) wurde der Ort in die neu gebildete Ruralgemeinde Unterdornlach umgemeindet, die 1955 in Höferänger umbenannt wurde. Am 1. Januar 1974 wurde Höfstätten im Zuge der Gebietsreform in Bayern nach Kulmbach eingegliedert.

### Baudenkmäler
- Haus Nr. 5: Wohnstallhaus
- Haus Nr. 7: Bauerngehöft. Im Hof Kastenbau, mit zwei zu drei Obergeschossfenstern, um 1800. Erdgeschoss Sandstein, Obergeschoss schlichtes Riegelfachwerk.[10]
- Ehemaliges Wohnstallhaus

### Einwohnerentwicklung
| Jahr      | 001809 | 001818 | 001861 | 001871 | 001885 | 001900 | 001925 | 001950 | 001961 | 001970 | 001987 |
| Einwohner | 55     | 44     | 55     | 53     | 62     | 54     | 52     | 58     | 36     | 44     | 34     |
| Häuser    |        | 8      |        |        | 8      | 8      | 7      | 7      | 7      |        | 8      |
| Quelle    | [ 12 ] | [ 8 ]  | [ 13 ] | [ 14 ] | [ 15 ] | [ 16 ] | [ 17 ] | [ 18 ] | [ 19 ] | [ 20 ] | [ 1 ]  |

## Religion
Der Ort ist seit der Reformation evangelisch-lutherisch geprägt und nach St. Veit (Veitlahm) gepfarrt.